# Dickinsonia
A Dickinsonia az Ediakara-fauna egyik jellegzetes élőlénycsoportja. Méretük pár milliméter és mintegy másfél méter között változott. A kövületek alapján leginkább egyfajta soklebenyes ceruzának tűnnek. Sokáig vitatott volt a hovatartozása, Több kutató is a gombák közé sorolta a lenyomatok képzőit, sőt, egyes kutatók egyenesen egy „kihalt birodalom” képviselőjének tartották. Egy 2018. szeptember 21-én publikált kutatás alapján biztosan állati szervezet volt, ezzel a közvetlen bizonyítékok alapján bizonyított legősibb állati kövületté lépett elő.

## Felfedezése

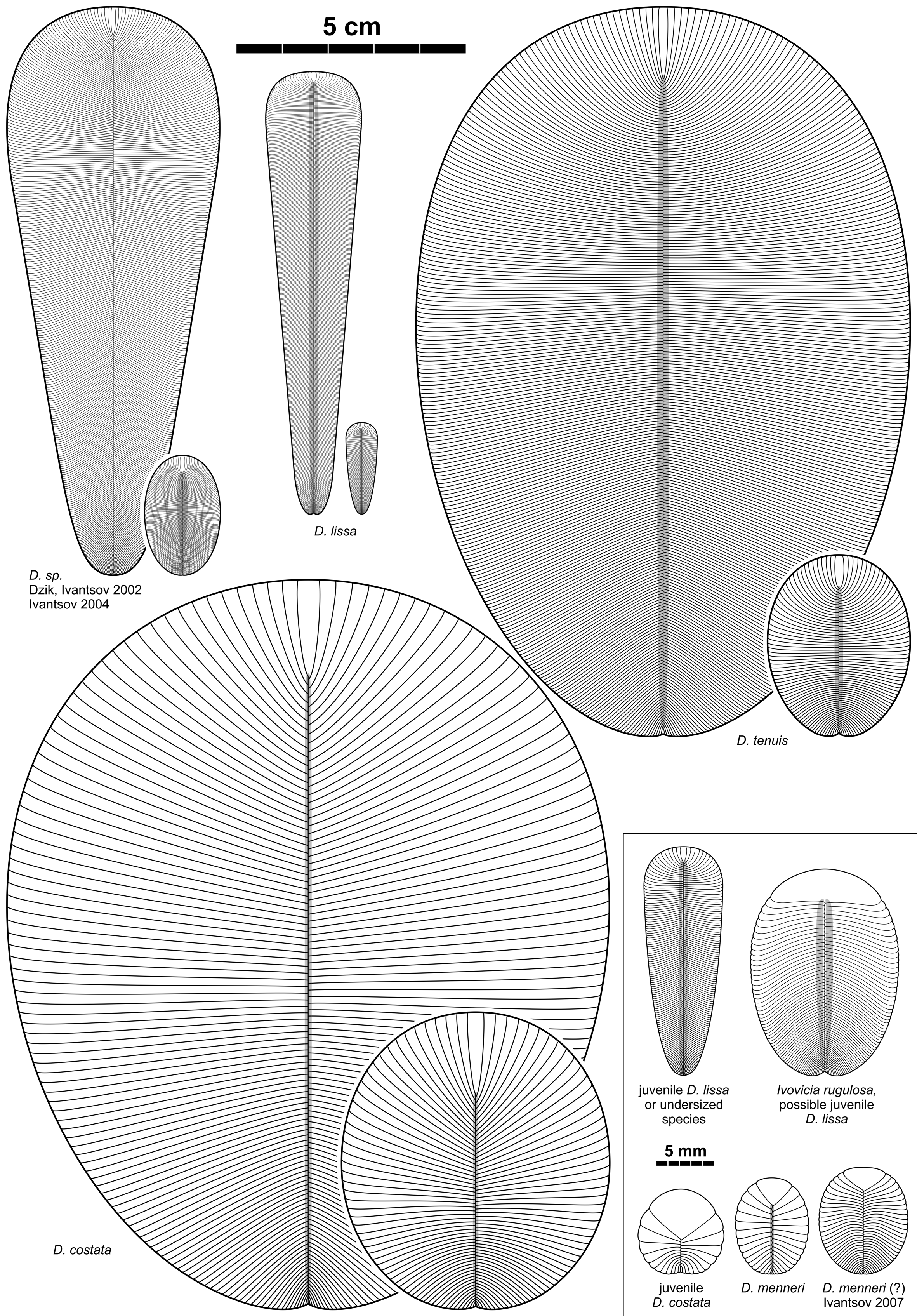
Néhány Dickinsonia fosszília

Az első ilyen fosszíliákat a dél-ausztráliai Flinders hegységben találták. Hasonló fajokat találtak Ukrajnában, a podóliai Dnyeszter-medence Mogilev-formációjában, az Arhangelszki területen, itt a Fehér-tenger melletti Ljamca, Verhovka, Zimnyije Gori településeknél a Jorga formációkban, valamint a Csernokamen formációban az orosz közép-uráli régióban. Ezeket 558-555 millió évesre becsülik.
Az Ediakara-fauna felfedezője, Red Sprigg írta le először az állatot, és a dél-ausztrál bányaigazgató, Ben Dickinson után nevezte el, aki egyben Sprigg munkaadója is volt.

### Testfosszíliák
A Dickinsonia fosszíliái homokkőágyakban található negatív lenyomatok. Az ilyen nyomok a fenéklakó szervezetek felső részét mutatják, ami az élőlény testére rakódó homok révén alakul ki. Ezek a lenyomatok a homokkő cementálódása révén keletkeznek, a testet alkotó szövetek lebomlását megelőzően. Ennek folyamata nem teljesen tisztázott, történhetett akár a test bomlásakor felszabaduló anyagok miatt is, de lehet karbonátos folyamatok eredménye is. A lenyomatok gyakran torzultak, összenyomódottak, illetve kiterjednek a fedő kőzetre is, ez arra utal, hogy a lény megpróbált kijutni a ráomló üledék alól.
Esetenként a Dickinsonia más élőlényekkel, például Rangeákkal és Pteridiniumokkal együtt nagyméretű homoklencsék kitöltéseiként találhatóak meg. Ezek a leletek úgy jöhettek létre, hogy az állat elsodródott a helyéről, majd homokfolyamok által összegyűlt egy mélyedésben. Ilyenkor a fosszíliák nagymértékben torzultak, sérültek, ennek köszönhetően az első ilyen leleteket egy külön csoportba sorolták, Chondroplon bilobatum néven, és csak később azonosították Dickinsoniaként.

### Nyomfosszíliák

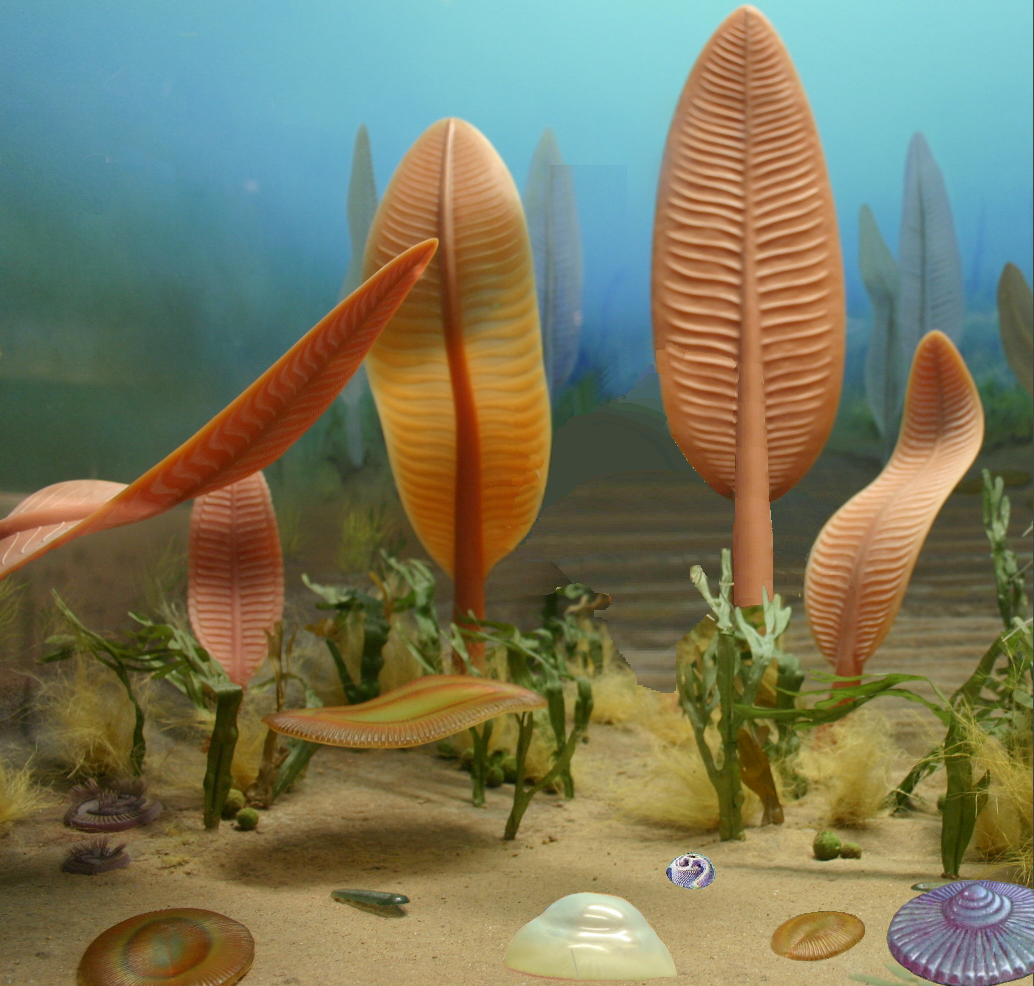
Ediacara tengeri életkép, a jobb alsó sarokban egy Dickinsonia

Számos nyomfosszíliát, ilyen például az Epibaion vagy a Phylozoon, azonosítottak a Dickinsonia és rokonai táplálkozási nyomaiként. Ezek nagy, kerek benyomódásuk az állatok alsó felén. Ezek talán a szervezet nyomai, ahogy hevert az üledék felszínén, és nyálkát választott ki a mikrobiális rétegen, vagy amint feloldotta azt a felszíváshoz. Az is lehetséges, hogy ezek valamiféle "gördülési nyomok", amiket az élőlény hagyott maga után, miközben táplálkozott, vagy igyekezett félrelökni a konkurrenciát. Időnként ezek a lenyomatok átfedik egymást. A hosszanti gerincek mindazonáltal arra utalnak, hogy ezek valóban táplálkozási nyomok, mivel ilyet inkább az emésztőrendszerből távozó anyag hagy maga után, és a gördülés okozta üledékfelkavarodás nem figyelhető meg.

### Fajok
1947 óta a következő Dickinsonia fajokat azonosították:
- D. costata Sprigg, 1947 (típusfaj)[9]
- D. minima Sprigg, 1949[23]
- D. spriggi Harrington et Moore, 1955[24]
- D. elongata Glaessner et Wade, 1966[25]
- D. tenuis Glaessner et Wade, 1966[25]
- D. lissa Wade, 1972[26]
- D. brachina Wade, 1972[26]
- D. menneri Keller, 1976 =Vendomia menneri Keller, 1976,[16] 2007-ben Ivancov besorolta a Dickinsonia csoportba[2]
- D. rex Jenkins, 1992[27]

Ugyanakkor nincs kizárva, hogy ezek közül mindössze négy vagy öt ténylegesen különálló faj, ezek:
- D. costata. (fiatalabb szinonímái D. minima, D. spriggi, and D. elongata; holotípus). Más fajokkal ellentétben a D. costata kevesebb és szélesebb szegmensekkel rendelkezett.
- D. tenuis (fiatalabb szinonímája D. brachina). Erősen emlékeztet a D. costata fajra, de több és vékonyabb szegmense volt, valamint enyhén megnyúlt alakja.
- D. lissa szélsőségesen megnyúlt alakú faj (egészen 1 cm-ig), egészen szalagszerű testtel és számos szegmenssel. A fej szegmensei rövidek a test többi részén található szakaszokhoz képest. A fejrésztől a test végéig két kiemelkedés fut végig az állaton.
- D. menneri (ifjabb szinonímája Vendomia menneri) a kevés szegmense és a jól elkülönülő fejrésze alapján a D. costat ifjabb alakjának tűnő, alig 8 mm-es állatka. D. menneri mindössze a kissé elnyúlt formája miatt különbözik D. costata ifjabb formájától.
- D. rex eredetileg a D. elongata paratípusból lett kiemelve. Igazából csak a kiugróan nagy méretük miatt lettek a többi fajtól elkülönítve, más eltérés a leírásukban nincs. A fajnak tekintés is mindössze ezen alapul. A D. rex egyedei azonban lehetnek nagyra nőtt D. costata vagy D. tenuis fajba tartozók is.

## Szervezet

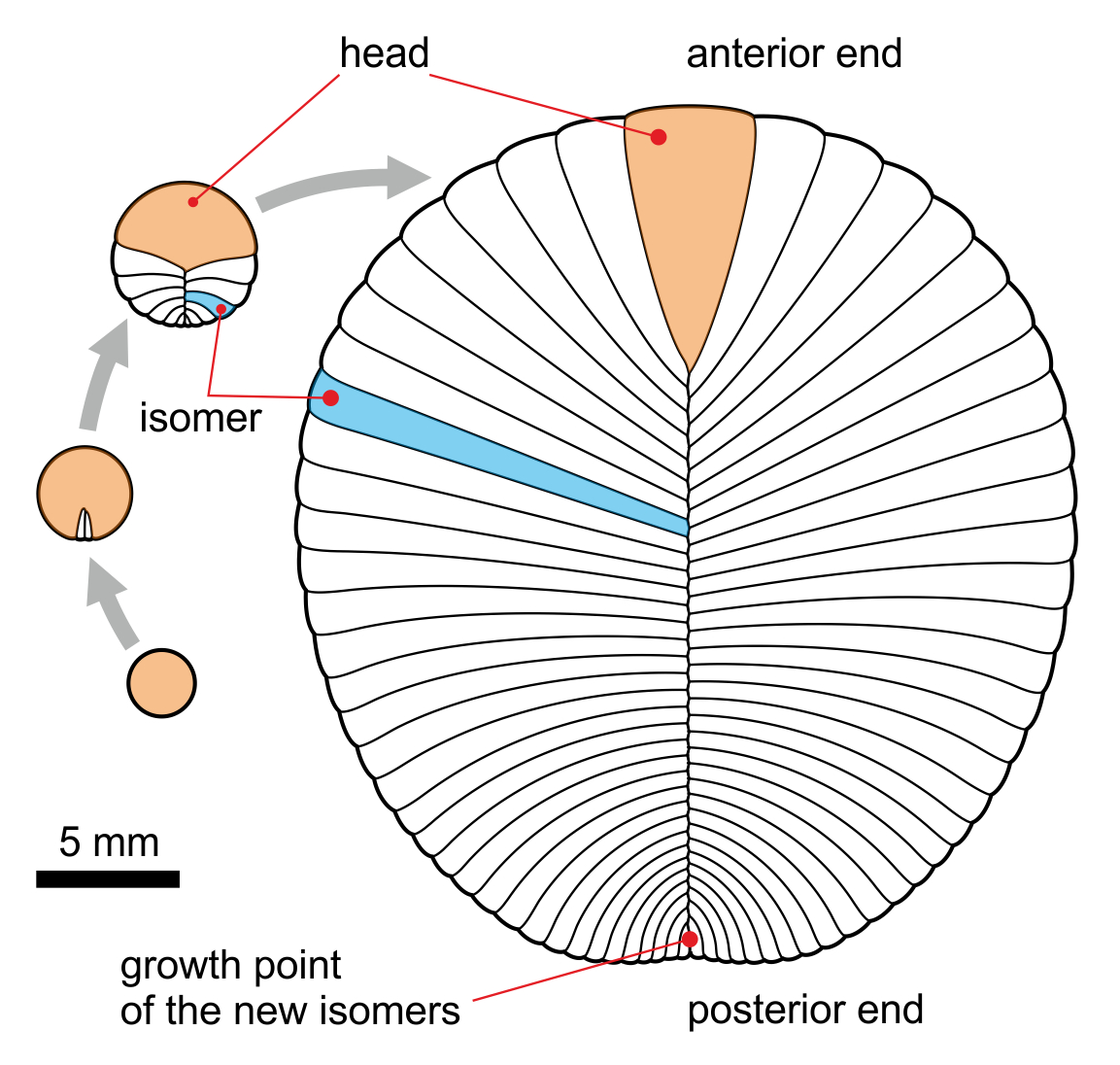
A Dickinsonia costata egyedfejlődése

A Dickinsonia fosszíliái kizárólag lenyomatok és mélyedések formájában ismertek. Ezen hosszúkás kerekded formák hossza a pár millimétertől a mintegy másfél méterig (1.4 m) terjed, vastagságuk pedig a milliméter törtrészétől a pár milliméterig.
Az élőlény teste kétoldali szimmetriát mutat, szakaszolt, kerek vagy ovális formájú, az egyik végén enyhén megduzzadva, amitől kissé tojásszerűvé válik. A bordaszerű, sugárirányú szeletek a test végei felé hajlanak, a test szélesebb végén vastagabbak, a túloldalon keskenyebbek. A szegmenseket egy vékony hasadék vagy barázda osztja a test tengelyében bal és jobb félre, amelyek azonban nem szimmetrikus párjai egymásnak, inkább egyfajta csúsztatva tükrözésként értelmezhető. Ugyanakkor ezek a szeletek egymás izomerjei. Hasonló szerkezet található a Sprigginia nevű, szintén rejtélyes kövületen, így nem zárható ki a két csoport közötti kapcsolat. Adolf Seilacher szerint ezek a szeletek valójában egyfajta pneumatikus kamrák, amiket a környezetinél nagyobb nyomású folyadék töltött ki, hasonlóan egy varratolt légágyhoz.
Néhány látványos fosszília alapján sejthető a Dickinsonia belső felépítése is. Eszerint egyetlen belső üreg felelős a táplálék emésztéséért és szervezeten belüli elosztásáért.

A Yorgia hasonló fosszíliáin megkülönböztethető egy szegmentálatlan rész is, amit általában fejnek tekintenek. Egy másik hasonló fosszília a Rutgersella, amelynek a központi mélyedése nem húzódik a test teljes hosszában végig.
Az Oroszország északnyugati részén felfedezett Dickinsonia fosszíliákban sikerült állati sejteket jellemző koleszterinmolekulákat is kimutatni, ez alapján a korábbi viták az élőlény mibenlétéről eldöntettek - a Dickinsonia egyértelműen egyike a legősibb ismert többsejtű állatoknak.

## Besorolása
A Dickinsonia hovatartozása bizonytalan. Tekintették már medúzának, korallnak, soksertéjű féregnek, turbelláriának, gombának, xenophyophyorának, protisztának, tengeri virágállatnak, zuzmónak, és a gerincesek egy közeli rokonának is. A Rutgersella, Yorgia és Marywadea nemek is valószínű rokonai. Ugyanakkor lehetséges, hogy a Dickinsonia egy már kihalt Kambrium előtti állatcsoport tagja. A felépítése lazán idézi más élőlények felépítését az Ediakara faunából, így lehetséges, hogy egy kládot alkotott a Charniával és a rangeafélékkel. Adolf Seilacher még tovább ment elképzeléseivel. Szerinte a teljes Ediakara fauna egy külön országot alkot, ami régebben Vendozoa, manapság Vendobionta néven emlegetnek, és a modern többsejtű állatok megjelenése előtt virágzott.
Az állat sokkal több, mint egy tengeri szivacs, de kevesebb, mint a valódi szövetes állatok bármelyike. A lény bizonyítottan mozgásra képes volt, ezt a táplálkozási nyomfosszíliák támasztják alá. Ugyanakkor nincs nyoma szájnak, végbélnyílásnak vagy zsigereknek, ez arra utal, hogy az állat a hasi oldalának szövetén keresztül szívta fel a táplálékát. A korongállatka mutat hasonló tulajdonságokat, továbbá a szivacsok és a valódi szövetes állatok között találhatóak a rendszertanban, így lehetséges, hogy a Dickinsonia 
egy külcsoportjuk, esetleg belcsoportja a kládnak.
Greg Retallack szerint egyes Ediakara fosszíliák leginkább zuzmók lehettek, erre utal a testük ellenállása az eltemetődés utáni folyamatokkal szemben. Érvelése szerint ezek bomlási mintája inkább a levelek, gombák vagy zuzmók bomlására hasonlít, mintsem a lágy állati szervezetek bomlására, amik eltorzulnak ennek során. Az ősi üledékek vizsgálata szerint a Dickinsonia elképzelhetően a szárazföldön élhetett, ezt azonban a tudományos közösség vitatja. Egy 2018 szeptemberében megjelent írás szerint a Dickinsonia koleszterint tartalmazott - a zuzmóalkotó gombák ergoszterolt termelnek, így a fosszíliáikban is jellemzően ez a vegyület található meg, míg a Dickinsonia kövületeiben semmi, vagy legfeljebb 0,23% ergoszterol mutatható ki.
2017-ben megállapították, hogy a Dickinsonia a valódi szövetes állatok közé tartozott, de pontosabb rokonságot nem határoztak meg. Hoyal Cuthill és Han 2018-as kutatása a Dickinsoniát a kihalt Petalonamae csoportba helyezte, ami a valódi szövetes állatok testvércsoportja. Ebbe a csoportba tartoznak a Stromatoveris, Arborea és Pambikalbae nemek is, akárcsak a rangeomorfák és erniettomorfák.

## Fordítás
- Ez a szócikk részben vagy egészben  a   Dickinsonia című angol Wikipédia-szócikk fordításán alapul.  Az eredeti cikk szerkesztőit annak laptörténete sorolja fel. Ez a jelzés csupán a megfogalmazás eredetét és a szerzői jogokat jelzi, nem szolgál a cikkben szereplő információk forrásmegjelöléseként.